# Хрипкова (Брянская область)
Хрипкова — деревня в Брасовском районе Брянской области, в составе Веребского сельского поселения. 
 Расположена в 3 км к югу от села Веребск. Население — 9 человек (2010).

## История
Упоминается с первой половины XVII века в составе Глодневского стана Комарицкой волости; до 1778 года в Севском уезде, в 1778—1782 гг. в Луганском уезде. В XIX веке — владение Кушелевых-Безбородко; входила в приход села Островск (ныне Орловской области).
С 1782 по 1928 гг. — в Дмитровском уезде Орловской губернии (с 1861 — в составе Островской, позднее Веребской волости; с 1923 в Глодневской волости).
С 1929 года — в Брасовском районе. До 1930-х гг. являлась центром Хрипковского сельсовета.

## Население
| Годы      | 1858 | 1866 | 1878 | 1897 | 1920 | 1926 | 1979 | 1989 | 2002 | 2010 |
| --------- | ---- | ---- | ---- | ---- | ---- | ---- | ---- | ---- | ---- | ---- |
| Население | 625  | 599  | 682  | 739  | 747  | 716  | 134  | 45   | 19   | 9    |